# Yingke
 (novembre 2021).
Si vous disposez d'ouvrages ou d'articles de référence ou si vous connaissez des sites web de qualité traitant du thème abordé ici, merci de compléter l'article en donnant les références utiles à sa vérifiabilité et en les liant à la section « Notes et références ».
Yingke est un cabinet d'avocat chinois, basé à Pékin. C'est l'un des plus importants cabinets d'avocat du pays avec plus de 2 000 avocats. Il est fondé en 2001.